# Список кардиналов, возведённых папой римским Каликстом II
Кардиналы, возведённые Папой римским Каликстом II — 35 прелатов, клириков и мирян были возведены в сан кардинала на восьми Консистории за почти шестилетний понтификат Каликста II.
Самой крупной консисторией была Консистория от декабря 1122 года, на которой было возведено двенадцать кардиналов.

## Консистория от 1119 года
- Грегорио Альбергати (кардинал-священник церкви Сан-Лоренцо-ин-Лучина);
- Реньер (титулярная диакония неизвестна).

## Консистория от января 1120 года
- Пьер де Фонтен (кардинал-священник церкви Сан-Марчелло);[1]
- Роберто (кардинал-священник церкви Санта-Сабина);
- Адоальдо (кардинал-священник церкви Санта-Бальбина);
- Этьен де Бар (кардинал-дьякон с титулярной диаконией Санта-Мария-ин-Козмедин);[1]
- Понс де Мельгёль, O.S.B. Clun. (титулярная диакония неизвестна);
- Баялардо (титулярная диакония неизвестна).

## Консистория от декабря 1120 года
- Грегорио (кардинал-священник церкви Санта-Приска);
- Эймерик Бургундский, Can.Reg.Lat. (кардинал-дьякон с титулярной диаконией Санта-Мария-Нуова);
- Стефано (кардинал-дьякон с титулярной диаконией Санта-Мария-ин-Домника);
- Джоната, iuniore (кардинал-дьякон с титулярной диаконией Санти-Козма-э-Дамиано);
- Джерардо (кардинал-дьякон с титулярной диаконией Санта-Лючия-ин-Септисолио);
- Гуалтьеро (кардинал-дьякон с титулярной диаконией Сан-Теодоро);
- Грегорио (кардинал-дьякон с титулярной диаконией Санти-Вито-э-Модесто).

## Консистория от 1120 года
- Луиджи Лучиди (кардинал-священник церкви Сан-Клементе);
- Атто (титулярная диакония неизвестна).

## Консистория от декабря 1121 года
- Жилон Парижский, O.S.B. Clun. (кардинал-епископ Фраскати);
- Роберто (кардинал-священник церкви Сан-Эузебио);
- Пьетро (кардинал-священник церкви Санта-Приска).

## Консистория от 1120 года
- Грегорио (кардинал-дьякон с титулярной диаконией Сан-Теодоро).

## Консистория от декабря 1122 года
- Гийом Французский (кардинал-епископ Палестрины);
- Теобальдо Боккапекоро (кардинал-священник церкви Сант-Анастазия);[2]
- Джерардо Каччанемичи дель Орсо, регулярный каноник Святой Марии Ренской (кардинал-священник церкви Санта-Кроче-ин-Джерусалемме);[3]
- Пьетро (кардинал-священник церкви Санти-Нерео-эд-Акиллео);
- Грегорио Конти (кардинал-священник церкви Санти-XII-Апостоли);[4]
- Пьетро Кариачено (кардинал-священник церкви Санти-Сильвестро-э-Мартино-ай-Монти);
- Джованни Дауферио (кардинал-дьякон с титулярной диаконией Сан-Никола-ин-Карчере);
- Грегорио Тарквини (кардинал-дьякон с титулярной диаконией Санти-Серджо-э-Бакко);
- Уберто (кардинал-дьякон с титулярной диаконией Санта-Мария-ин-Виа-Лата);
- Маттео (кардинал-дьякон с титулярной диаконией Сант-Адриано);
- Грегорио (кардинал-дьякон с титулярной диаконией Санта-Лючия-ин-Септисолио);
- Анджело (кардинал-дьякон с титулярной диаконией Санта-Мария-ин-Домника).

## Консистория от 1123 года
- Йоханнес (кардинал-священник церкви Санти-Джованни-э-Паоло);
- Уго Лектифредо (кардинал-священник церкви Сан-Витале).